# Françamérique
Ne doit pas être confondu avec Amérique francophone ou France-Amériques.

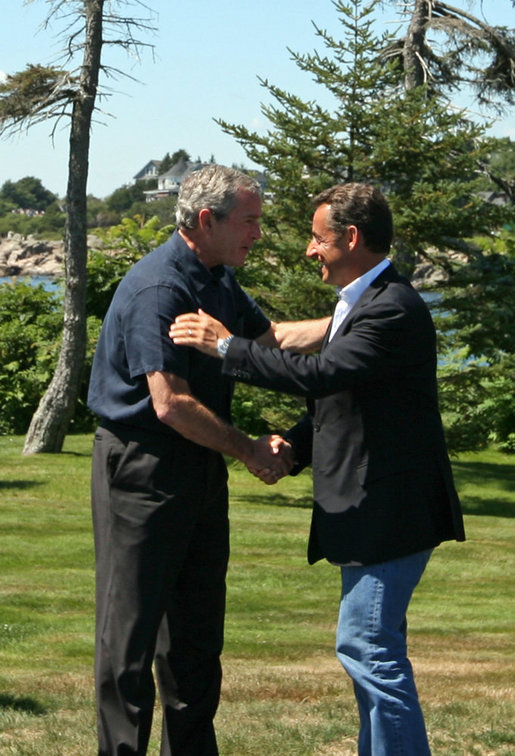
Les présidents N. Sarkozy et G.W. Bush à Kennebunkport

Le terme Françamérique désigne un réseau de personnes entretenant l'influence économique, politique et culturelle spéciale et historique entre les États-Unis et la France depuis la création des États-Unis au XVIIIe siècle. Le terme se veut une analogie de celui de Françafrique, avec la même portée péjorative.
Il a été formalisé par le journaliste politique Eric Aeschimann dans un article du quotidien Libération en 2004. Le terme est régulièrement employé dans les médias, par exemple par la journaliste et critique littéraire Claire Devarrieux en 2008 pour parler d'un réseau d'édition littéraire ; quelques années plus tard, l'avocat et docteur en droit Jean-Philippe Immarigeon le reprend dans son livre : Pour en finir avec la Françamérique (2012).

## Définition

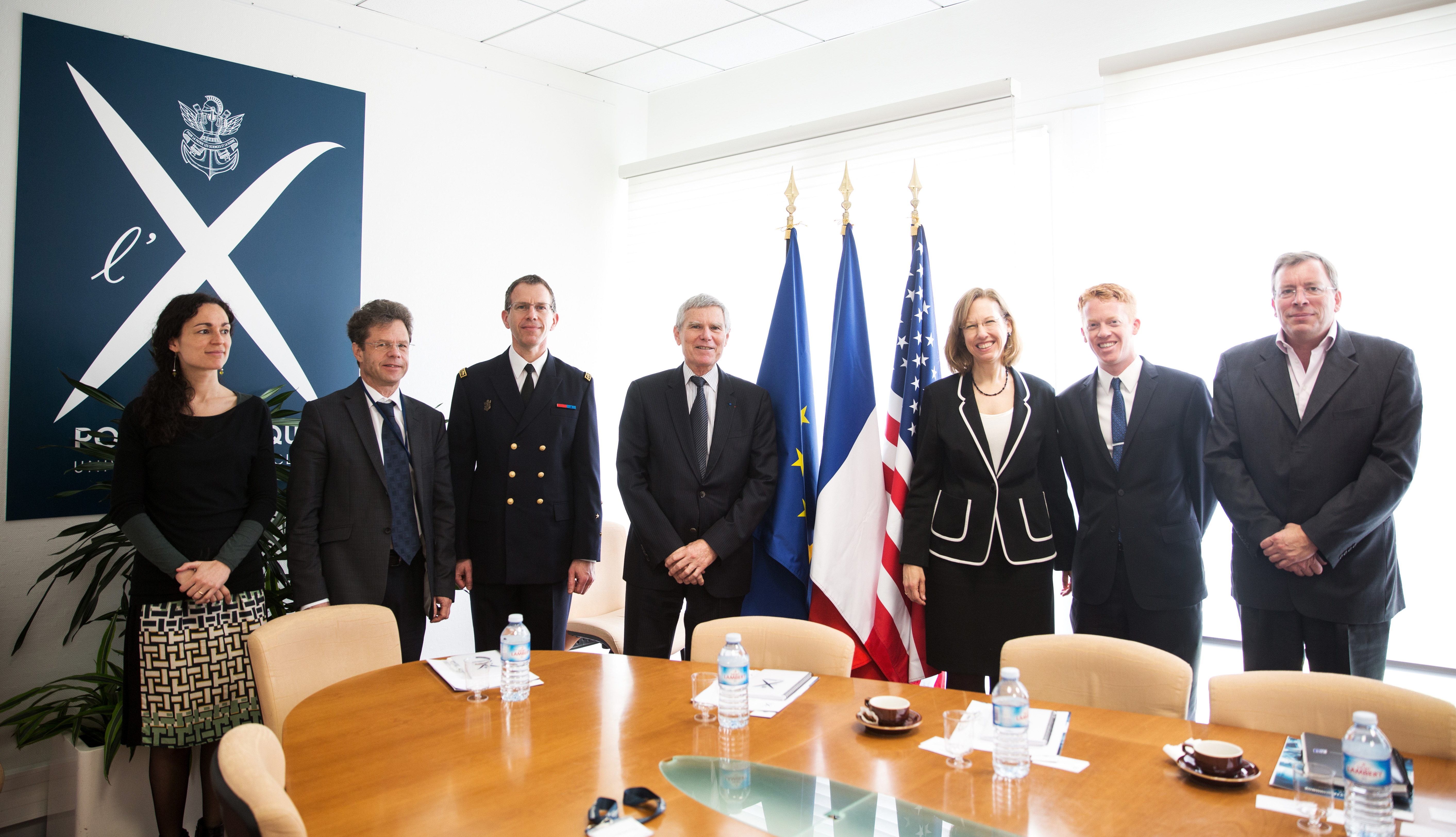
Visite d'une délégation de l'ambassade des États-Unis d'Amérique à l'École polytechnique en 2017

On peut appliquer plusieurs lectures au terme et aux réalités de la «Françamérique» :

### Politique
Politiquement, le réseau informel de la «Françamérique» est alimenté principalement par des ambassadeurs, consuls, personnalités de la haute bourgeoisie ou de l'ancienne aristocratie françaises et américaines. Dans son article de 2004, Eric Aeschimann dresse la définition suivante de la Françamérique, sur le site de l'ambassade des États-Unis à Paris : «Il y a vingt ans, la grille restait ouverte et un seul appariteur assurait l'accueil. C'était l'apogée de la «Françamérique», réseau informel de politiciens atlantistes, d'hommes d'affaires, d'aristocrates éblouis par la richesse yankee, d'Américains fortunés amoureux de la France. "Il y a toujours eu ici quelque chose de snob et de suranné, avec des duchesses décaties et des mondains", raconte un haut diplomate français. Aujourd'hui encore, l'actuel ambassadeur américain, Howard Leach, aime y recevoir le duc et la duchesse de Mouchy  héritière du domaine Château Haut-Brion, acquis par son grand-père banquier à Wall Street, une relation d'affaires de l'arrière-grand-père Bush!»
La Françamérique est parfois décrite simplement à la fois comme la projection d'un «rêve américain» qui n'existe pas, côté français, et comme une répulsion de toute idée de puissance militaire et géopolitique française indépendante – historique ou future – par les États-Unis.
En France, la Loi Fioraso (2013) encourage, entre autres, l'usage de la langue anglaise dans l'éducation supérieure dans un geste de rapprochement avec les systèmes scolaires anglo-saxons, mais en contradiction – tout du moins d'esprit – avec la constitution française en vigueur (qui prescrit l'usage de la langue française dans tous les aspects scolaires et professionnels du territoire national). Ainsi, en 2018, la forte augmentation (x2) de l'offre des Masters 100% anglophones par les universités et écoles supérieures françaises depuis 2013 était perçue comme le rattrapage d'un retard accumulé par le système éducatif pour attirer des étudiants étrangers à l'espace francophone, selon Béatrice Khaiat, directrice générale de Campus France à l'époque et capter des dépenses scolaires qui, autrement, échoiraient à des pays anglophones.

### Médiatique
John R. MacArthur, directeur du magazine américain Harper's Magazine, décrit de manière lucide une facette du rêve américain véhiculé par la puissante machine journalistique et médiatique étatsunienne, ainsi que par la plupart des médias français : « Je faisais des courses dans un magasin et après que la charmante commerçante ait su d’où je viens, elle s’exclame :
Ah, comme j’aimerais habiter à New York ! Les gens sont décontractés, on vit mieux qu’ici, le style de vie est informel, etc..
Bref, la liberté et tout ce qu’il y a de délicieux dans un milieu soi-disant dévoué au non-conformisme et au hasard agréable. Je lui demande si elle connaît ma ville et elle me dit que non. Agacé, je réponds :
Mais c’est le contraire de ce que vous croyez, Madame. Les Parisiens sont bien plus conviviaux et ouverts d’esprits. Les New-Yorkais sont des gens pressés qui pour la plupart ne saluent jamais. Pas le temps ni l’inclination de risquer le contact authentique. Derrière la mine informelle, il y a une froideur, voire un mépris envers les détails essentiels qui rendent la vie plus humaine. (...) D’ailleurs l’échange que nous avons est impensable aux États-Unis, puisque vendeuse et client ne discuteraient que de leur transaction et de rien d’autre. De toute façon nous n’avons presque plus de librairies, ni de commerces ou de magasins comme le vôtre, tout est standardisé. Alors pourquoi voulez-vous vivre à New York ?
– Parce que c’est mon rêve.
En quelques mots tout était dit : le rêve américain est le rêve de quelque chose qui n’existe pas. »

## Historique
Un réseau franco-américain politico-financier existe depuis au moins le début du XXe siècle, au nom de «Comité France-Amérique». Son activité perdure même dans la zone libre française de la IInde guerre mondiale.
Néanmoins, comme le suggère Immarigeon (2012) des sentiments contradictoires, parfois très forts, traversent les relations françaméricaines. D'une part l'image de la France et des français dans l'imaginaire populaire étatsunien n'est souvent perçu qu'à travers le prisme de quelques villes françaises, Paris en tête, la déformant ou l'exagérant souvent ; d'autre part, des a priori sociologiques et historiques sont très régulièrement utilisés médiatiquement et politiquement pour critiquer, discréditer, voire diaboliser le parti français,, depuis le XVIIIe siècle. Pour décrire la situation en 1754, à l'aube de l'indépendance étatsunienne, le politologue conservateur américain Robert Kagan expose : «Cela faisait plusieurs décennies que les colons ne supportaient plus le voisinage d'une puissance catholique, cherchaient à s'emparer des territoires français et stipendiaient l'alliance entre les Canadiens et les Indiens qui bloquait leur expansion.» C'est ainsi que George Washington, colonel en Virginie, fait abattre sans sommation l'officier français Coulon de Jummonville le 28 mai 1754 ; cet événement était d'ailleurs cité jusque dans les années 2010 dans certains manuels scolaires américains comme «le moment où la face du monde changea».